# El Picacho (Honduras)
El Picacho es una montaña ubicada en el extremo norte de la ciudad de Tegucigalpa, M.D.C. capital de la república de Honduras, siendo su máxima altura de 1200 metros sobre el nivel del mar. Pertenece a la Montaña de la Tigra, de la cual el Picacho es un ramal esta montaña es conocida popularmente como "El Picacho" y ha sido afamado por tener 
la mejor vista de la capital hondureña.[cita requerida] Esta montaña está adornada a sus faldas con numerosas viviendas capitalinas, de todas las clases sociales. Es la colina perfecta.[cita requerida]

## Particularidades
En su cima se encuentra un famoso monumento con la imagen de Cristo, llamado por los capitalinos como "El Cristo del Picacho". Este Cristo se encuentra construido en la cima de la montaña, edificado de hormigón, mide 20 metros de altura que sumados a un pedestal, de 12 metros que completan 32 metros en total, la  escultura fue realizada por Mario Zamora Alcantara y aunque su creación es reciente (1997) se ha convertido en un icono de Tegucigalpa.
Gracias a la altura de la montaña existen muchas antenas repetidoras de radio y televisión.
"El Picacho" se puede ver desde distintos puntos de la ciudad capital.
Actualmente la Federación de Deportes de Montaña y Escalada de Honduras, ha abierto alrededor de 10 rutas de escalada; ubicadas en la falda oriental del cerro, frente al zoo.

## Galería

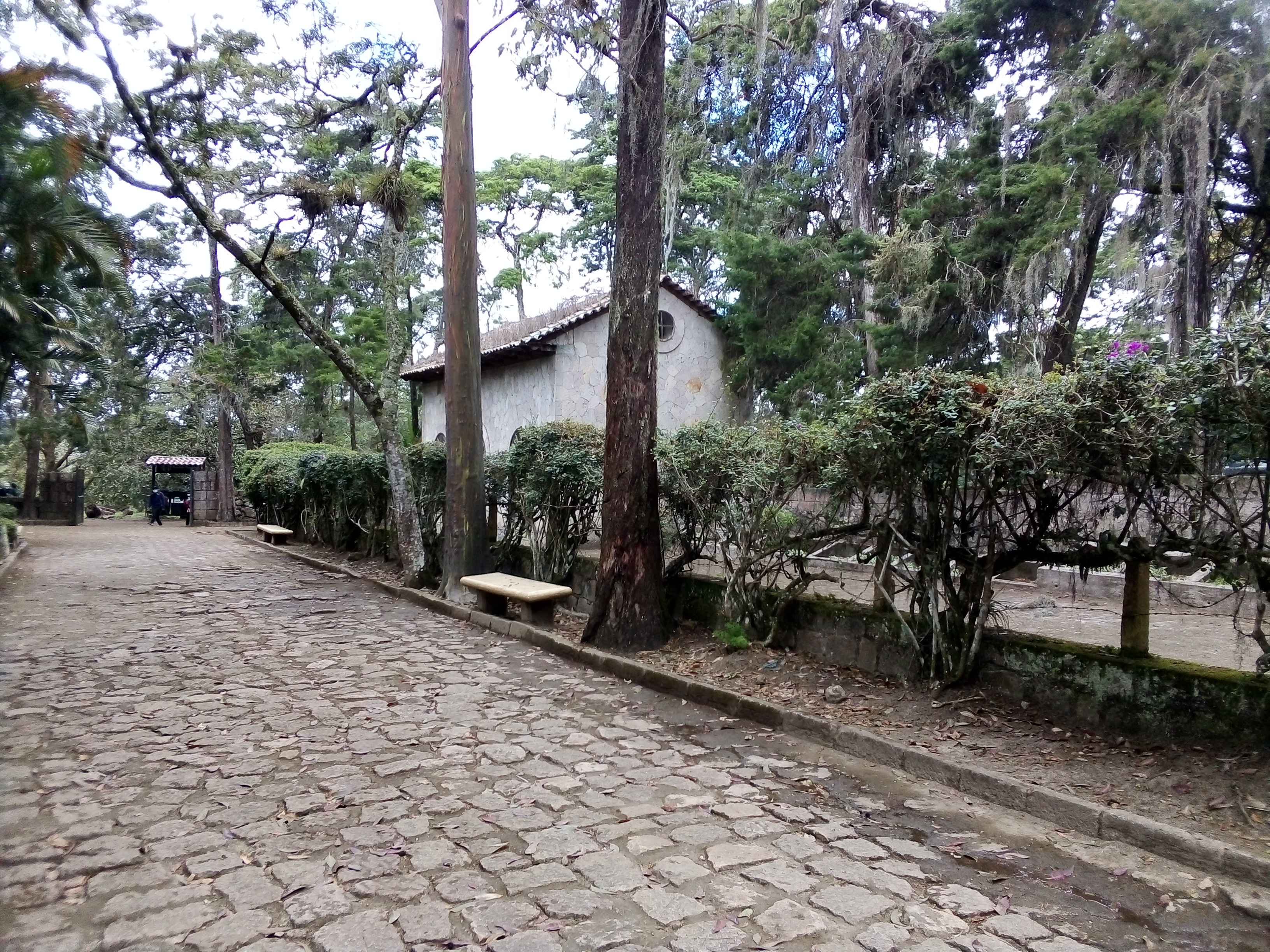
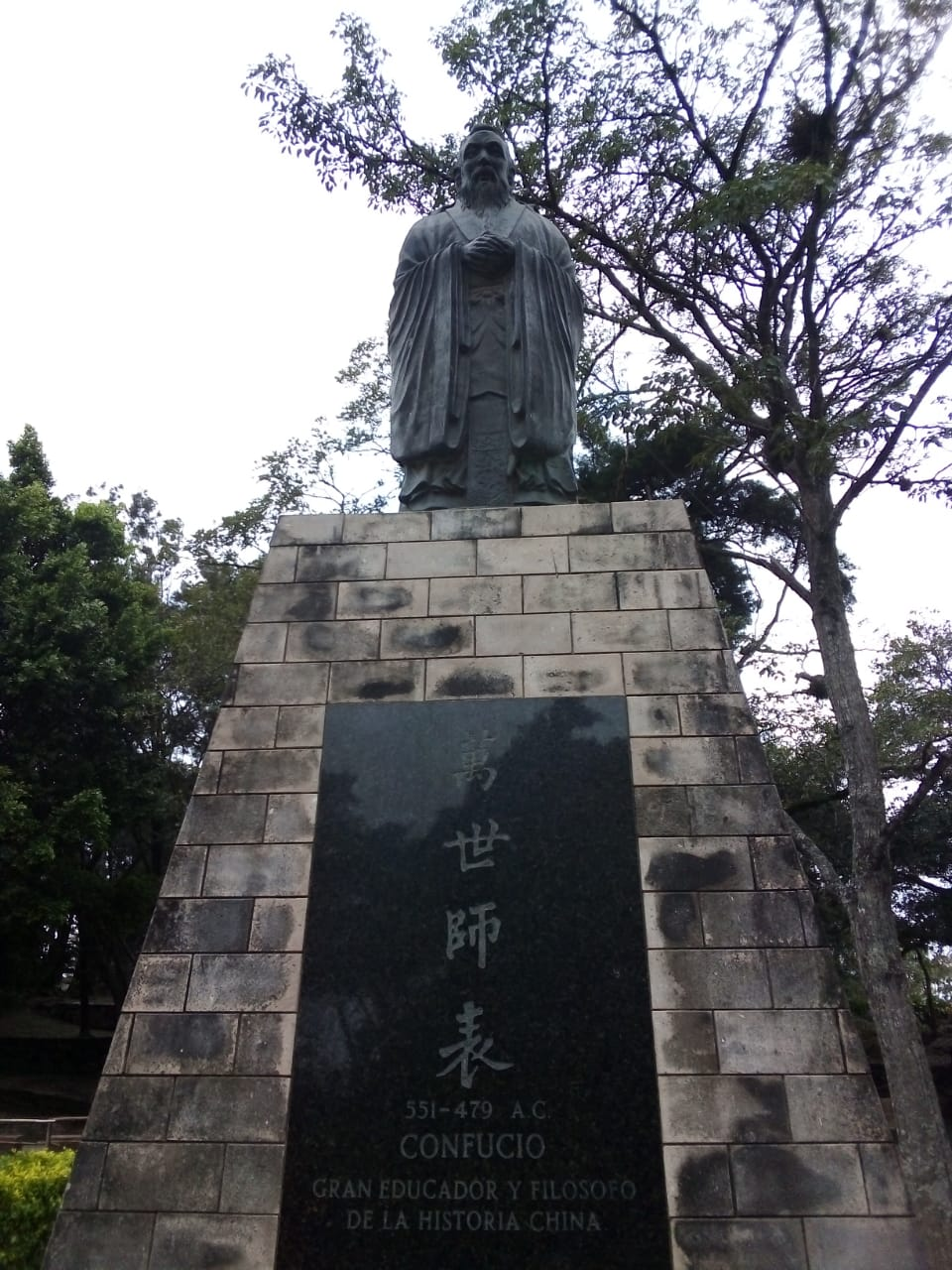
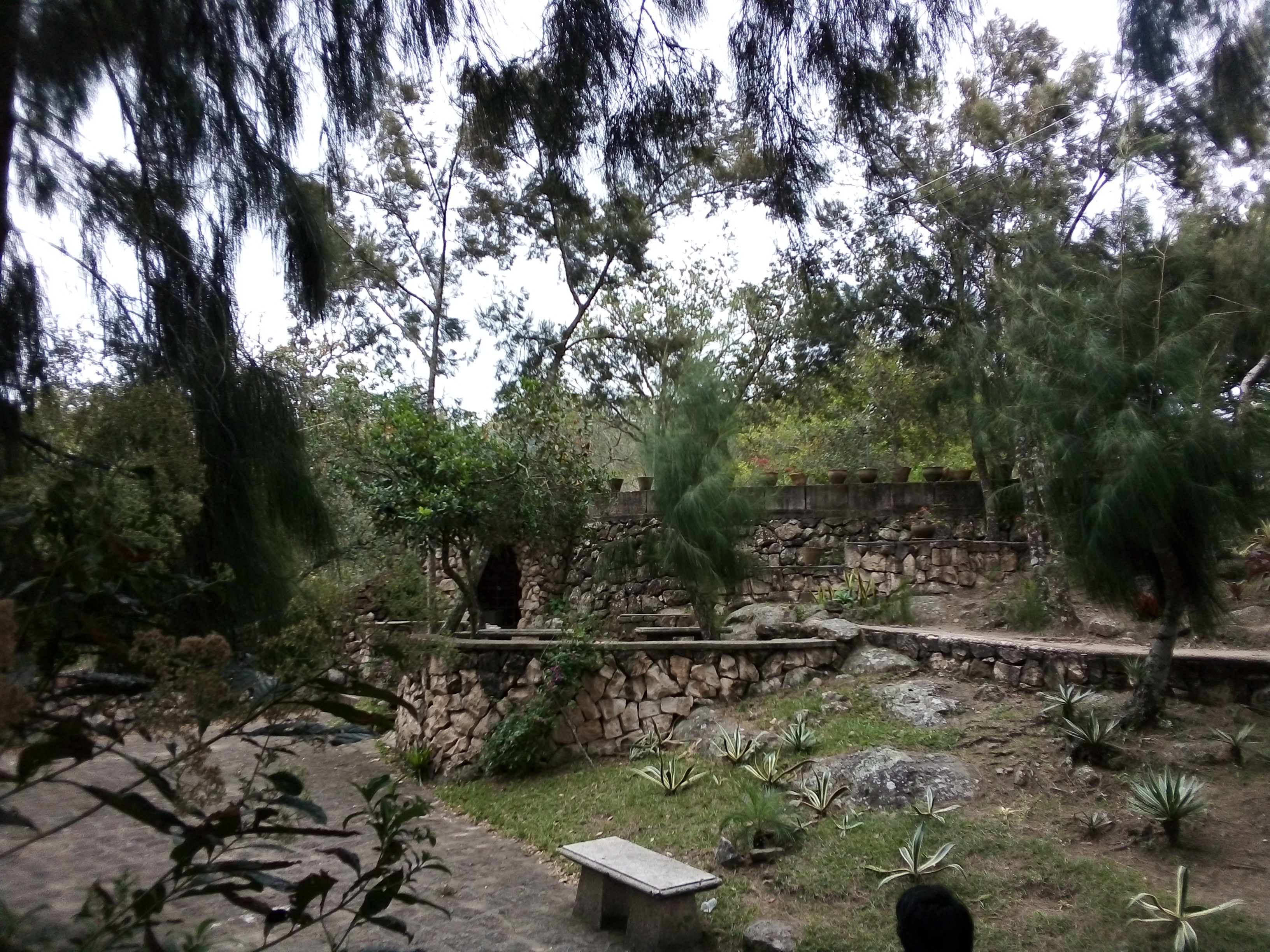